# Cantabrusok

A cantabrusok által lakott terület az ókorban, az Ibériai-félsziget északi részén

A cantabrusok (latinul Cantabri, spanyolul cántabros) az Ibériai-félsziget északi részén élt ókori indoeurópai – valószínűleg kelta dialektusokat beszélő – nép, illetve kisebb népcsoportok összefoglaló neve. Iulius Caesar tudósítása szerint Hispániában, a Pireneusok lábánál, a mai spanyolországi Kantábria területénél valamivel nagyobb területen éltek. Augustus római császár korában már csak az asturoktól nyugatra, a Vasconestől keletre fekvő vidéken éltek. Főbb városaik: Juliobriga (ma Reinosa) a havasok közt, Coniana (ma Santoña) a tengerparton, valamint Blendium (ma Santander).